# Meredith Kessler
Pour les articles homonymes, voir Kessler.

Meredith Brooke Kessler née Meredith Brooke Keeran le 28 juin 1978 à Colombus dans l'Ohio, est une triathlète professionnelle américaine, multiple vainqueur sur triathlon Ironman. Elle est nommée en 2016 par USA Triathlon comme meilleure triathlète féminine de l'année, sur compétition longue distance.

## Biographie

### Jeunesse
Meredith Kessler née Meredith Keeran grandit à Columbus dans L'Ohio. Elle pratique dans sa jeunesse plusieurs sport, natation, hockey sur gazon, course à pied et crosse. En 1996, elle rejoint pour la poursuite de ses études l'université de Syracuse où elle a obtenu une bourse en athlétisme, elle participe également à des compétitions de hockey et de crosse. Elle obtient en 2000 un diplôme de gestion nutritive et prend un emploi de directrice de service à l’hôtel Ritz-Carlton de Half Moon Bay en Californie. C'est à cette époque qu'elle commence le triathlon et s'engage sur son premier Ironman. Elle prend plus tard un emploi dans une banque d'investissement et malgré des semaines de 60 heures, continue de s'entrainer de 15 à 18 heures par semaine en triathlon,.

### Carrière en triathlon
Meredith Kessler reste amateur et s'engage sur quatre courses Ironman par an sans suivre un programme spécifique d'entrainement. À partir de 2007, elle prend l'entraineur Matt Dixon afin de structurer ses programmes dans le but de devenir professionnelle. En 2009, elle met un terme à ses activités dans la banque pour devenir triathlète professionnelle. En 2010, elle finit à la 7e place pour sa première course dans la catégorie élite lors de l'Ironman Arizona. Elle réalise la performance de monter trois fois sur des podiums Ironman lors de sa première année dans cette catégorie, dont une première place sur l'Ironman Canada à Penticton.
L'année 2011, Meredith Kessler souffre d'hyponatrémie et d'hypernatrémie sur certaines compétitions qui ne lui permettent pas de bonnes performances sur les premières grandes courses de sa saison. Elle prend par la suite, la troisième place du championnats du monde longue distance ITU, avant de réaliser la même année son  meilleur temps sur Ironman en approchant la barre des sub-nine lors de l'Ironman Arizona.
En tant que professionnelle, elle a enregistré plus d'une douzaine de victoires en triathlon longue distance, y compris quatre victoires consécutives à l'Ironman Nouvelle-Zélande et trois années consécutives à l'Ironman 70.3 de Saint George de 2012 à 2015.
En 2014, elle est nommée pour le Hall of Fame de la fédération américaine de triathlon (USA Triathlon), dans la catégorie sans drafting. Après sa 9e victoire en course longue distance sur l'Ironman Arizona en novembre 2015, Meredith Kessler et son entraîneur Matt Dixon décident mutuellement de mettre un terme à leur collaboration, Matt Dixon exprimant à cette occasion son admiration et son respect pour la triathlète.

## Palmarès
Le tableau présente les résultats les plus significatifs (podium) obtenus sur le circuit national et international de triathlon depuis 2010.
| Année | Compétition                                        | Pays             | Position           | Temps            |
| ----- | -------------------------------------------------- | ---------------- | ------------------ | ---------------- |
| 2018  | Ironman 70.3 Raleigh                               | États-Unis       | Médaille d'or      | 4 h 21 min 14 s  |
| 2018  | Ironman 70.3 Mont Tremblant                        | Canada           | Médaille d'or      | 4 h 14 min 35 s  |
| 2016  | Ironman Nouvelle-Zélande Taupo                     | Nouvelle-Zélande | Médaille d'or      | 8 h 56 min 8 s   |
| 2016  | Ironman 70.3 Taupo                                 | Nouvelle-Zélande | Médaille d'or      | 4 h 22 min 36 s  |
| 2016  | Ironman Arizona                                    | États-Unis       | Médaille d'or      | 8 h 48 min 23 s  |
| 2015  | Ironman Nouvelle-Zélande Taupo                     | Nouvelle-Zélande | Médaille d'or      | 9 h 5 min 45 s   |
| 2015  | Ironman Arizona                                    | États-Unis       | Médaille d'or      | 8 h 44 min 0 s   |
| 2015  | Ironman 70.3 Raleigh                               | États-Unis       | Médaille d'or      | 4 h 14 min 0 s   |
| 2015  | Ironman 70.3 Auckland                              | Nouvelle-Zélande | Médaille d'or      | 4 h 20 min 11 s  |
| 2015  | Challenge Williamsburg                             | États-Unis       | Médaille d'or      | 4 h 27 min 46 s  |
| 2014  | Ironman Taupo                                      | Nouvelle-Zélande | Médaille d'or      | 9 h 8 min 46 s   |
| 2014  | Ironman Arizona                                    | États-Unis       | Médaille d'or      | 8 h 50 min 41 s  |
| 2014  | Ironman 70.3 St. George                            | États-Unis       | Médaille d'or      | 4 h 11 min 53 s  |
| 2014  | Ironman 70.3 Mont-Tremblant                        | Canada           | Médaille d'or      | 4 h 13 min 23 s  |
| 2014  | Vineman Ironman 70.3                               | États-Unis       | Médaille d'or      | 4 h 11 min 43 s  |
| 2014  | Challenge New Albany                               | États-Unis       | Médaille d'or      | 4 h 19 min 2 s   |
| 2013  | ronman Nouvelle-Zélande Taupo                      | Nouvelle-Zélande | Médaille d'or      | 9 h 17 min 10 s  |
| 2013  | Ironman 70.3 Lake Stevens                          | États-Unis       | Médaille d'or      | 4 h 18 min 5 s   |
| 2013  | Ironman 70.3 St. George                            | États-Unis       | Médaille d'or      | Timing           |
| 2012  | Ironman Cœur d’Alene                               | États-Unis       | Médaille d'or      | 9 h 21 min 44 s  |
| 2012  | Ironman St. George                                 | États-Unis       | Médaille d'or      | 10 h 12 min 59 s |
| 2012  | Ironman Nouvelle-Zélande (modifié en Ironman 70.3) | Nouvelle-Zélande | Médaille d'or      | 4 h 22 min 46 s  |
| 2012  | Vineman Ironman 70.3                               | États-Unis       | Médaille d'or      | Timing           |
| 2012  | Eagleman Ironman 70.3                              | États-Unis       | Médaille d'or      | 4 h 12 min 40 s  |
| 2010  | Championnat du monde longue distance               | États-Unis       | Médaille de bronze | 5 h 40 min 45 s  |
| 2010  | Ironman Canada                                     | Canada           | Médaille d'or      | 9 h 13 min 46 s  |